# Paio Guterres
Paio Guterres da Cunha (em grafia antiga Pelaio Gutierriz da Cunha) (1066-1068 — ?) foi um nobre e Cavaleiro medieval luso, 1.° senhor da Honra da Cunha e fundador dos mosteiros de São Simão da Junqueira, do Souto e de Vilela.

## Ascendência
Segundo os antigos linhagistas, Pelágio ou Paio Guterres teria vindo da Gasconha para o Condado Portucalense juntamente com o seu pai,  Guterre Pelágio ou Guterre Paes ou Pais, quando este acompanhou o Conde D. Henrique de Borgonha, na sua vinda para as terras de Portugal.
Na realidade, Pelaio Gutierriz, documentado entre 1130 e 1143, era filho de Gutierre Suares, documentado em 1090 e 1106, e de sua mulher Unisco, já viúva de Gonçalo Lucindez, documentado em 1081 e 1093, e neto paterno de Sueiro Osoréis «Raoco». Este Sueiro, como propõe José Augusto de Sotto Mayor Pizarro, devia ser filho de Osoredo Paes (e de sua mulher Ledegundia), pois ambos possuem bens em  em Vila Gacim (Outeiro Maior, Vila do Conde), e neto paterno do conde Pelaio (Froilaz?) e sua mulher a condessa  Ximena Fernandes, estes também pais dum Soeiro Paes e dum Tedon Paes, referenciados com Guterre Paes na documentação de São Simão da Junqueira, cujo mosteiro]os da Cunha eram padroeiros e que teria sido fundado ou refundado justamente por este Paio Guterres da Cunha. Aquela condessa  Ximena era tetraneta de  Ero Fernandes, governador ou conde de Lugo.
O pai de Pelaio Gutierriz, Gutierre Suares, só se documenta até 1106. Portanto, a cronologia, apesar de apertada, não inviabiliza a informação do Conde D. Pedro, muito embora o Conde a sua mulher lhe chame Ausenda Ermiges Aboazar, o que não é possível, pois uma filha de Ermigio Aboazar teria vivido no século anterior.

## Biografia
Esteve por mais de uma vez em locais de guerra contra os mouros, tendo estado envolvido no combate de defesa do Castelo de Leiria quando este foi atacado pelas forças mouras.
Esteve igualmente no combate da tomada de Lisboa, tendo, segundo reza a lenda, tido aqui importante papel ao quebrar com cunhas de ferro a porta da cidade, tendo o rei D. Afonso Henriques entrado por essa porta juntamente com parte do seu exército.
Esteve, igualmente, envolvido no Cerco de Lisboa por parte dos mouros. Segundo reza a lenda, as forças sitiadas, tendo a bandeira de D. Afonso hasteada numa das torres da muralhas, esta não se segurava devido à força do vento, e, caso a bandeira caísse, seria uma forma de derrota perante os mouros; assim, foi D. Paio que, mesmo debaixo duma chuva de flechas inimigas, segurou a bandeira e lhe terá metidos duas cunhas de forma a que esta se aguentasse apesar do vento. A este feito, terá dito "El-Rei (D. Afonso Henriques): "A cunha, a cunha!". E, desta vez, e das cunhas, lhe terá ficado o apelido.

## Casamentos e descendência
Pelaio Gutierriz documenta-se que casou, depois, com Mor Randufes, documentada em 1131 e 1132. Mas não com Urraca Rabaldes (de Ribeiradio), documentada de 1134 a 1139, que casou com outro Paio Guterres, o da Silva. 
Mas, como seu filho Fernão Paes, que se sabe ser o seu principal herdeiro, não aparece entre os filhos de Mor Randufes, é de aceitar a informação do Livro de Linhagens de que Pelaio Gutierriz casou (a primeira vez) com Ausenda Ermiges, já viúva de Diego Trutesendes, e que, deste matrimónio, nasceu Fernão Paes da Cunha.
Os pais de Ausenda Ermiges casaram cerca de 1038. Supondo que a mãe casou com 13 anos, como era normal, poderia ter uma filha tardia com 40 anos, ou seja, cerca de 1065. Diego Trutesendes é certo que faleceu antes de 1110, mas terá ter falecido bastante antes, cerca de 1102. Já era Governador de Santa Maria em 1065 e era velho quando casou, pela segunda vez, com a jovem Ausenda, de quem não teve filhos conhecidos.
Fernão Paes da Cunha, que casou cerca de 1140, pode ter nascido cerca de 1103, sendo que se documenta ainda em 1180, com seu filho Lourenço, teria este então cerca 35 anos de idade. Assim, a viúva Ausenda pode ter sido a primeira mulher de Pelaio Gutierriz, tendo Fernão Paes nascido tinha sua mãe cerca de 38 anos de idade. Mor Rendufes, a segunda mulher de Pelaio Gutierriz, só se documenta como tal em 1131 e 1132. Pelaio documenta-se até 1143, pelo que pode ter nascido cerca de 1066/8, ou seja, ser pouco mais novo do que Ausenda, o que, em casamentos tardios para ambos, não é raro verificar-se. Teria, assim, casado a primeira vez nos finais de 1102 ou inícios de 1103, tendo ele 35 a 37 anos e ela cerca de 38 anos, o que não é nada de impossível, e poderiam, até, já ter interesse um no outro ainda ela era casada com o velho Diego Trutesendes.
Casou primeira vez c. 1103 com Ausenda Ermiges de Ribadouro, casada primeira vez antes de 1100 com Diego Trutesendes, governador de Santa Maria em 1065. Diego Trutesendes é certo que faleceu antes de 1110, mas pode ter falecido bastante antes, pois já era governador de Stª Maria em 1065, pelo que seria velho quando casou com a jovem Ausenda, de quem não teve filhos. Era filha de Ermigio Viegas de Ribadouro e de sua mulher Unisco Pais. De quem teve:
1. Fernão Pais da Cunha, 2.° senhor da Honra da Cunha, 1.º senhor de Tábua de juro e herdade (1103 — c. 1180), casado com Mor Uzbertiz.

O segundo casamento foi com Mor Randufes, documentada em 1131 e 1132. Os restantes filhos que o vonde D. Pedro atribui a Ausenda Ermiges são, certamente, desta Mor Rendufes. De quem teve: 
1. Ramiro Paes ou Pais da Cunha.
2. Pedro Paes ou Pais da Cunha, que foi Clérigo.
3. Simão Paes ou Pais da Cunha.
4. Justa Paes ou Pais da Cunha (c. 1127 - ?), casada por duas vezes, a primeira com Pedro Coronel (o Conde D. Pedro começa esta linhagem em D. Pedro Coronel, casado com Justa Paes da Cunha) e a segunda com Soeiro Paes Amado.